# D13E
D13E là một loại đầu máy diesel và hiện đang được sử dụng trên mạng lưới Đường sắt Việt Nam

## Lịch sử
Những đầu máy này được chế tạo bởi Diesel Locomotives Works ở Varanasi,  Ấn Độ. Những chiếc đầu máy có số hiệu từ D13E-701 đến D13E-708 được sản xuất từ năm 1983 đến năm 1984; những chiếc có số hiệu từ D13E-709 đến D13E-715 được sản xuất từ năm 1984 đến năm 1985 và những chiếc còn lại có số hiệu từ D13E-716 đến D13E-725 được sản xuất từ năm 2001 đến năm 2002. Tại Việt Nam, những chiếc có số hiệu từ D13E-716 đến D13E-725 với màu xanh lam và sọc trắng được vận dụng chủ yếu tại các đoạn đường sắt phía bắc (Hà Nội – Đồng Hới), những đầu máy có số hiệu từ D13E-701 đến D13E-715 với màu đỏ và sọc trắng được vận dụng chủ yếu ở đoạn Diêu Trì – Sài Gòn.

### Danh sách các đầu máy
| Số thứ tự | Số hiệu  | Loại      | Xí nghiệp quản lý | Ghi chú                                       |
| --------- | -------- | --------- | ----------------- | --------------------------------------------- |
| 1         | D13E-701 | ALCO YDM4 | XNĐM Sài Gòn      | Đang vào cấp đại tu                           |
| 2         | D13E-702 | ALCO YDM4 | XNĐM Sài Gòn      |                                               |
| 3         | D13E-705 | ALCO YDM4 | XNĐM Sài Gòn      |                                               |
| 4         | D13E-707 | ALCO YDM4 | XNĐM Sài Gòn      | Sử dụng vỏ máy 704 cũ                         |
| 5         | D13E-708 | ALCO YDM4 | XNĐM Sài Gòn      |                                               |
| 6         | D13E-709 | ALCO YDM4 | XNĐM Sài Gòn      |                                               |
| 7         | D13E-710 | ALCO YDM4 | XNĐM Sài Gòn      |                                               |
| 8         | D13E-711 | ALCO YDM4 | XNĐM Sài Gòn      | Sử dụng vỏ máy 706 cũ                         |
| 9         | D13E-712 | ALCO YDM4 | XNĐM Sài Gòn      |                                               |
| 10        | D13E-713 | ALCO YDM4 | XNĐM Sài Gòn      |                                               |
| 11        | D13E-714 | ALCO YDM4 | XNĐM Sài Gòn      |                                               |
| 12        | D13E-715 | ALCO YDM4 | XNĐM Sài Gòn      |                                               |
| 13        | D13E-716 | ALCO YDM4 | XNĐM Vinh         | Sử dụng động cơ từ máy D11H-340(đã thanh lý)  |
| 14        | D13E-717 | ALCO YDM4 | XNĐM Vinh         | Sử dụng động cơ từ máy D11H-331               |
| 15        | D13E-718 | ALCO YDM4 | XNĐM Vinh         | Sử dụng động cơ từ máy D11H-356               |
| 16        | D13E-719 | ALCO YDM4 | XNĐM Vinh         | Sử dụng động cơ từ máy D11H-348(đã thanh lý)  |
| 17        | D13E-720 | ALCO YDM4 | XNĐM Vinh         | Sử dụng động cơ từ máy D11H-347(đã thanh lý)  |
| 18        | D13E-721 | ALCO YDM4 | XNĐM Vinh         | Sử dụng động cơ từ máy D11H-336               |
| 19        | D13E-722 | ALCO YDM4 | XNĐM Vinh         | Sử dụng động cơ từ máy DV11H-354(đã thanh lý) |
| 20        | D13E-724 | ALCO YDM4 | XNĐM Vinh         | Dự kiến sử dụng động cơ từ máy D11H-358       |
| 21        | D13E-725 | ALCO YDM4 | XNĐM Vinh         | Sử dụng động cơ từ máy D11H-353(đã thanh lý)  |

1. ↑  David Gurnett (ngày 2 tháng 3 năm 2014). "Lịch sử của đầu máy D13E". Railways in Vietnam. Truy cập ngày 24 tháng 12 năm 2021.